# 太平洋雙光魚
太平洋雙光魚（学名：Diplophos pacificus）为雙光魚科雙光魚屬下的一个种。